# Livetune

livetune(라이브튠, ライブチューン)은 일본의 음악그룹이다.

## 개요
2007년 9월, 음성합성 소프트웨어인 하츠네 미쿠를 보컬 음원으로 사용한 악곡 “Packaged”를 니코니코 동화와 muzie에 공개했다. 이 음악은 처음부터 인터넷 상에서 주목을 모아, 하츠네 미쿠 붐의 한축을 맡았다.
2007년 12월 코믹 마켓 73에 동인 앨범 “Re:package”를 발매했다. 그 인기는 눈 깜짝할 새에 초회판이 동날 정도여서 생산이 수요를 따라가지 못하기도 하였으며, 같은 해 8월 27일, 동인 앨범판에 신곡을 추가해 빅터 엔터테인먼트에 상업 앨범〈Re:package〉을 발매해 데뷔하였다. 하츠네 미쿠 일러스트와 명칭 등을 사용한 CD중 메이저 레이블로는 라이브튠의 〈Re:package〉가 최초이다.
2011년 구글 크롬의 CF 송 "Tell Your World"를 발표하였으며, 비슷한 시기에 TOY'S FACTORY로 소속사를 이전했다.
2012년 8월 29일, 새로운 싱글 "Weekender Girl/Fake doll"이 발매될 예정이며, 하치오지P와의 콜라보레이션 앨범이다.

## 멤버
- kz
- (구) かじゅきP (카쥬키)

## 특징
- 보컬 하츠네 미쿠
- 디지털 사운드
일렉트로 사운드가 특징이며 전파 송도 제작한다.
- Ableton Live
kz는 뮤직 시퀀서 소프트웨어 Ableton Live를 애용하며, 니코니코 동화 등지에 악곡을 내놓을 때 동영상에 Ableton Live의 로고를 넣어 Ableton Live를 사용했다고 밝히고 있다.

## 작품

### 싱글
- 이 쪽을 봐줘 Baby/Yellow (라이브튠은 Yellow를 담당)

### 앨범 (빅터 엔터테인먼트)
- Re:package (상용 통상판)
- Re:MIKUS (리믹스 앨범)

### 앨범 (LOiD)
- Crosslight
ゆうきまさみ(유우키 마사키)×kz(라이브튠)명의로 발매. 기동경찰 파트레이버에서도 잘 아는 사이인 유우키 마사미와의 콜라보레이션 앨범.

### 앨범 (TOY'S FACTORY)
- Tell Your World EP
- Weekender girl/Fake doll